# Nyctemera rostrigera
Nyctemera rostrigera är en fjärilsart som beskrevs av Louis Beethoven Prout 1918. Nyctemera rostrigera ingår i släktet Nyctemera och familjen björnspinnare. Inga underarter finns listade i Catalogue of Life.